# Lengenfeld, Österrike
Lengenfeld är en ort och kommun  i Österrike. Den ligger i distriktet Krems i förbundslandet Niederösterreich, 63 km väster om huvudstaden Wien.